# Qualifications du tournoi masculin de hockey sur gazon aux Jeux asiatiques de 2022
Navigation
2018 2026
Les Qualifications du tournoi masculin de hockey sur gazon aux Jeux asiatiques de 2022 sera le tournoi de qualification pour le tournoi masculin aux Jeux asiatiques de 2022. Il se tiendra du 6 au 15 mai 2022 à Bangkok, en Thaïlande et les six meilleures équipes se qualifieront pour les Jeux asiatiques de 2022.

## Équipes
- Thaïlande
- Oman
- Bangladesh
- Sri Lanka
- Hong Kong
- Indonésie
- Singapour
- Ouzbékistan
- Kazakhstan

## Phase préliminaire

### Poule A
| Rang | Équipe      | J | V | N | D | BP | BC | Diff | Pts | Qualification |
| ---- | ----------- | - | - | - | - | -- | -- | ---- | --- | ------------- |
| 1    | Oman        | 4 | 4 | 0 | 0 | 15 | 4  | +11  | 12  | Demi-finales  |
| 2    | Thaïlande   | 4 | 1 | 2 | 1 | 5  | 3  | +2   | 5   | Demi-finales  |
| 3    | Ouzbékistan | 4 | 1 | 2 | 1 | 11 | 12 | -1   | 5   |               |
| 4    | Hong Kong   | 4 | 1 | 1 | 2 | 6  | 10 | -4   | 4   |               |
| 5    | Kazakhstan  | 4 | 0 | 1 | 3 | 3  | 11 | -8   | 1   |               |

Source: FIH
En cas d'égalité de points de plusieurs équipes à l'issue des matchs de poule, les critères suivants sont appliqués dans l'ordre indiqué pour établir leur classement:
1. Points de chaque équipe,
2. Matchs gagnés,
3. Différence de buts,
4. Buts pour,
5. Plus grand nombre de points obtenus dans les matchs de poule disputés entre les équipes concernées,
6. Buts marqués en plein jeu.

| Match 1          | (41) Hong Kong                | 2 - 4   | Ouzbékistan (75)                                  |                                      |                                      |
| 6 mai 2022 14h00 | Monthong 54e · Yu Chi Wai 55e | (0 - 2) | 9e, 51e Ruslan · 16e Mamajonov · 35e Mirzakarimov | Arbitrage : Iman Sulaeman Wang Sunny | Arbitrage : Iman Sulaeman Wang Sunny |
| 6 mai 2022 14h00 | Rapport                       |         |                                                   | Arbitrage : Iman Sulaeman Wang Sunny | Arbitrage : Iman Sulaeman Wang Sunny |

| Match 2          | (37) Thaïlande                             | 3 - 0   | Kazakhstan (84) |                                       |                                       |
| 6 mai 2022 16h00 | Theerachai 43e · Warun 45e · Thanakrit 50e | (0 - 0) |                 | Arbitrage : Ali Khan Mohomead Nawshad | Arbitrage : Ali Khan Mohomead Nawshad |
| 6 mai 2022 16h00 | Rapport                                    |         |                 | Arbitrage : Ali Khan Mohomead Nawshad | Arbitrage : Ali Khan Mohomead Nawshad |

Repos:  Oman
| Match 5          | (26) Oman                                    | 3 - 0   | Kazakhstan (87) |                                               |                                               |
| 7 mai 2022 14h00 | K. Al Shaaibi 2e · Al Lawati 26e · Akram 37e | (2 - 0) |                 | Arbitrage : Noppadon Prompin Rawi Anbananthan | Arbitrage : Noppadon Prompin Rawi Anbananthan |
| 7 mai 2022 14h00 | Rapport                                      |         |                 | Arbitrage : Noppadon Prompin Rawi Anbananthan | Arbitrage : Noppadon Prompin Rawi Anbananthan |

| Match 6          | (36) Thaïlande | 1 - 1   | Ouzbékistan (63) |                                         |                                         |
| 8 mai 2022 12h30 | Thanakrit 37e  | (0 - 0) | 56e Salimjonov   | Arbitrage : Raghu Prasad Yaser Khurshid | Arbitrage : Raghu Prasad Yaser Khurshid |
| 8 mai 2022 12h30 | Rapport        |         |                  | Arbitrage : Raghu Prasad Yaser Khurshid | Arbitrage : Raghu Prasad Yaser Khurshid |

Repos:  Hong Kong
| Match 7          | (26) Oman                                                          | 5 - 1   | Hong Kong (46) |                                             |                                             |
| 9 mai 2022 12h00 | K. Al Shaaibi 2e, 17e · Al Laun 8e · Al Lawati 19e · Al Fazari 55e | (4 - 0) | 41e Ho Ching   | Arbitrage : Yaser Khurshid Mohomead Nawshad | Arbitrage : Yaser Khurshid Mohomead Nawshad |
| 9 mai 2022 12h00 | Rapport                                                            |         |                | Arbitrage : Yaser Khurshid Mohomead Nawshad | Arbitrage : Yaser Khurshid Mohomead Nawshad |

| Match 8          | (62) Ouzbékistan                               | 3 - 3   | Kazakhstan (88)                            |                                         |                                         |
| 9 mai 2022 14h00 | Mamajonov 35e · Salimjonov 45e · Khaytboev 54e | (0 - 3) | 15e Uzbek · 24e Duisengazy · 30e Yelubayev | Arbitrage : Rawi Anbananthan Wang Sunny | Arbitrage : Rawi Anbananthan Wang Sunny |
| 9 mai 2022 14h00 | Rapport                                        |         |                                            | Arbitrage : Rawi Anbananthan Wang Sunny | Arbitrage : Rawi Anbananthan Wang Sunny |

Repos:  Thaïlande
| Match 11          | (49) Hong Kong            | 2 - 0   | Kazakhstan (88) |                                            |                                            |
| 10 mai 2022 14h00 | Farman 37e · Monthong 38e | (0 - 0) |                 | Arbitrage : Hashim Al Shatri Iman Sulaeman | Arbitrage : Hashim Al Shatri Iman Sulaeman |
| 10 mai 2022 14h00 | Rapport                   |         |                 | Arbitrage : Hashim Al Shatri Iman Sulaeman | Arbitrage : Hashim Al Shatri Iman Sulaeman |

| Match 12          | (36) Thaïlande | 0 - 1   | Oman (25)      |                                   |                                   |
| 10 mai 2022 16h00 |                | (0 - 0) | 55e Al Balushi | Arbitrage : Raghu Prasad Ali Khan | Arbitrage : Raghu Prasad Ali Khan |
| 10 mai 2022 16h00 | Rapport        |         |                | Arbitrage : Raghu Prasad Ali Khan | Arbitrage : Raghu Prasad Ali Khan |

Repos:  Ouzbékistan
| Match 13          | (23) Oman                                                             | 6 - 3   | Ouzbékistan (63)                                |                                     |                                     |
| 12 mai 2022 10h00 | Al Qasmi 5e · Al Lawati 11e · Al Fazari 17e, 55e · Al-Maaini 34e, 58e | (3 - 0) | 44e Salimjonov · 50e Nazarov · 51e Mirzakarimov | Arbitrage : Yaser Khurshid Ali Khan | Arbitrage : Yaser Khurshid Ali Khan |
| 12 mai 2022 10h00 | Rapport                                                               |         |                                                 | Arbitrage : Yaser Khurshid Ali Khan | Arbitrage : Yaser Khurshid Ali Khan |

| Match 16          | (37) Thaïlande | 1 - 1   | Hong Kong (46)   |                                         |                                         |
| 12 mai 2022 16h00 | Theerachai 10e | (1 - 1) | 19e Chan Ka Chun | Arbitrage : Mohomead Nawshad Wang Sunny | Arbitrage : Mohomead Nawshad Wang Sunny |
| 12 mai 2022 16h00 | Rapport        |         |                  | Arbitrage : Mohomead Nawshad Wang Sunny | Arbitrage : Mohomead Nawshad Wang Sunny |

Repos:  Kazakhstan

### Poule B
| Rang | Équipe     | J | V | N | D | BP | BC | Diff | Pts | Qualification |
| ---- | ---------- | - | - | - | - | -- | -- | ---- | --- | ------------- |
| 1    | Bangladesh | 3 | 3 | 0 | 0 | 7  | 2  | +5   | 9   | Demi-finales  |
| 2    | Indonésie  | 3 | 1 | 1 | 1 | 4  | 4  | 0    | 4   | Demi-finales  |
| 3    | Sri Lanka  | 3 | 1 | 0 | 2 | 7  | 8  | -1   | 3   |               |
| 4    | Singapour  | 3 | 0 | 1 | 2 | 2  | 6  | -4   | 1   |               |

Source: FIH
En cas d'égalité de points de plusieurs équipes à l'issue des matchs de poule, les critères suivants sont appliqués dans l'ordre indiqué pour établir leur classement:
1. Points de chaque équipe,
2. Matchs gagnés,
3. Différence de buts,
4. Buts pour,
5. Plus grand nombre de points obtenus dans les matchs de poule disputés entre les équipes concernées,
6. Buts marqués en plein jeu.

| Match 3          | (31) Bangladesh                      | 3 - 1   | Indonésie (48) |                                              |                                              |
| 7 mai 2022 10h00 | Sarower 10e · Puskar 24e · Fazla 41e | (2 - 0) | 40e Sandrea    | Arbitrage : Hashim Al Shatri Chor Ming Yeung | Arbitrage : Hashim Al Shatri Chor Ming Yeung |
| 7 mai 2022 10h00 | Rapport                              |         |                | Arbitrage : Hashim Al Shatri Chor Ming Yeung | Arbitrage : Hashim Al Shatri Chor Ming Yeung |

| Match 4          | (34) Sri Lanka                                      | 5 - 2   | Singapour (54)              |                                                         |                                                         |
| 7 mai 2022 12h00 | Chathuranga 24e · Bodhika 27e · Vipul 28e, 50e, 59e | (3 - 2) | 13e Sabri · 18e Yap Wee Lee | Arbitrage : Surachaet Visavateeranon Makhsudbek Urmanov | Arbitrage : Surachaet Visavateeranon Makhsudbek Urmanov |
| 7 mai 2022 12h00 | Rapport                                             |         |                             | Arbitrage : Surachaet Visavateeranon Makhsudbek Urmanov | Arbitrage : Surachaet Visavateeranon Makhsudbek Urmanov |

| Match 9          | (53) Indonésie | 0 - 0   | Singapour (63) |                                          |                                          |
| 9 mai 2022 16h00 |                | (0 - 0) |                | Arbitrage : Raghu Prasad Chor Ming Yeung | Arbitrage : Raghu Prasad Chor Ming Yeung |
| 9 mai 2022 16h00 | Rapport        |         |                | Arbitrage : Raghu Prasad Chor Ming Yeung | Arbitrage : Raghu Prasad Chor Ming Yeung |

| Match 10          | (31) Bangladesh                           | 3 - 1   | Sri Lanka (34) |                                                       |                                                       |
| 10 mai 2022 12h00 | Ashraful 18e · Khorshadur 23e · Roman 53e | (2 - 0) | 44e Vipul      | Arbitrage : Noppadon Prompin Surachaet Visavateeranon | Arbitrage : Noppadon Prompin Surachaet Visavateeranon |
| 10 mai 2022 12h00 | Rapport                                   |         |                | Arbitrage : Noppadon Prompin Surachaet Visavateeranon | Arbitrage : Noppadon Prompin Surachaet Visavateeranon |

| Match 14          | (34) Sri Lanka | 1 - 3   | Indonésie (53)                         |                                                 |                                                 |
| 12 mai 2022 12h00 | Sanda 19e      | (1 - 1) | 20e Ardam · 41e Alfandy · 43e Al Bakar | Arbitrage : Rawi Anbananthan Makhsudbek Urmanov | Arbitrage : Rawi Anbananthan Makhsudbek Urmanov |
| 12 mai 2022 12h00 | Rapport        |         |                                        | Arbitrage : Rawi Anbananthan Makhsudbek Urmanov | Arbitrage : Rawi Anbananthan Makhsudbek Urmanov |

| Match 15          | (30) Bangladesh | 1 - 0   | Singapour (59) |                                              |                                              |
| 12 mai 2022 14h00 | Rakibul 19e     | (1 - 0) |                | Arbitrage : Noppadon Prompin Chor Ming Yeung | Arbitrage : Noppadon Prompin Chor Ming Yeung |
| 12 mai 2022 14h00 | Rapport         |         |                | Arbitrage : Noppadon Prompin Chor Ming Yeung | Arbitrage : Noppadon Prompin Chor Ming Yeung |

## Phase de classement
|  | De la cinquième à la huitième place | De la cinquième à la huitième place |                            |       | Cinquième et sixième place | Cinquième et sixième place |
|  | De la cinquième à la huitième place | De la cinquième à la huitième place |                            |       | Cinquième et sixième place | Cinquième et sixième place |
|  |                                     |                                     |                            |       |                            |                            |
|  |                                     |                                     |                            |       |                            |                            |
|  |                                     |                                     |                            |       |                            |                            |
|  | Sri Lanka (35)                      | 5                                   |                            |       |                            |                            |
|  | Sri Lanka (35)                      | 5                                   |                            |       |                            |                            |
|  | Hong Kong (45)                      | 2                                   |                            |       |                            |                            |
|  | Hong Kong (45)                      | 2                                   | Sri Lanka (34)             | 3 (3) |                            |                            |
|  |                                     |                                     | Sri Lanka (34)             | 3 (3) |                            |                            |
|  |                                     | Ouzbékistan (62)                    | 3 (1)                      |       |                            |                            |
|  | Singapour (69)                      | Ouzbékistan (62)                    | 3 (1)                      | 2 (2) |                            |                            |
|  | Singapour (69)                      |                                     |                            | 2 (2) |                            |                            |
|  | Ouzbékistan (70)                    | 2 (4)                               |                            |       |                            |                            |
|  | Ouzbékistan (70)                    | 2 (4)                               | Septième et huitième place |       |                            |                            |
|  |                                     |                                     |                            |       |                            |                            |
|  |                                     |                                     |                            |       |                            |                            |
|  |                                     |                                     |                            |       |                            |                            |
|  | Hong Kong (49)                      | 0                                   |                            |       |                            |                            |
|  | Hong Kong (49)                      | 0                                   |                            |       |                            |                            |
|  | Singapour (73)                      | 4                                   |                            |       |                            |                            |
|  | Singapour (73)                      | 4                                   |                            |       |                            |                            |

### De la cinquième à la huitième place
| Match 17          | (69) Singapour                   | 2 - 2             | Ouzbékistan (70)                        |                                          |                                          |
| 14 mai 2022 09h15 | Sabri 7e, 13e                    | (2 - 1)           | 23e, 39e Khaytboev                      | Arbitrage : Raghu Prasad Chor Ming Yeung | Arbitrage : Raghu Prasad Chor Ming Yeung |
| 14 mai 2022 09h15 | Rapport                          |                   |                                         | Arbitrage : Raghu Prasad Chor Ming Yeung | Arbitrage : Raghu Prasad Chor Ming Yeung |
| 14 mai 2022 09h15 | Silas · Marican · Johari · Akash | Tirs au but 2 - 4 | Satlikov · Khaytboev · Ruslan · Nazarov | Arbitrage : Raghu Prasad Chor Ming Yeung | Arbitrage : Raghu Prasad Chor Ming Yeung |

| Match 18          | (35) Sri Lanka                                               | 5 - 2   | Hong Kong (45)                  |                                       |                                       |
| 14 mai 2022 11h30 | Demian 2e · Vipul 46e, 56e · Udayashan 47e · Chathuranga 57e | (1 - 1) | 17e Monthong · 60e Chan Ka Chun | Arbitrage : Rawi Anbananthan Ali Khan | Arbitrage : Rawi Anbananthan Ali Khan |
| 14 mai 2022 11h30 | Rapport                                                      |         |                                 | Arbitrage : Rawi Anbananthan Ali Khan | Arbitrage : Rawi Anbananthan Ali Khan |

### Septième et huitième place
| Match 21          | (49) Hong Kong | 0 - 4   | Singapour (73)                                |                                              |                                              |
| 15 mai 2022 09h15 |                | (0 - 2) | 4e Yap Wee Lee · 13e Sabri · 41e, 50e Marican | Arbitrage : Iman Sulaeman Makhsudbek Urmanov | Arbitrage : Iman Sulaeman Makhsudbek Urmanov |
| 15 mai 2022 09h15 | Rapport        |         |                                               | Arbitrage : Iman Sulaeman Makhsudbek Urmanov | Arbitrage : Iman Sulaeman Makhsudbek Urmanov |

### Cinquième et sixième place
| Match 22          | (34) Sri Lanka                            | 3 - 3             | Ouzbékistan (62)                                |                                               |                                               |
| 15 mai 2022 11h30 | Sanda 15e · Daammika 37e · Vipul 59e      | (1 - 0)           | 37e Ruslan · 44e Vakhobjonov · 51e Mirzakarimov | Arbitrage : Noppadon Prompin Hashim Al Shatri | Arbitrage : Noppadon Prompin Hashim Al Shatri |
| 15 mai 2022 11h30 | Rapport                                   |                   |                                                 | Arbitrage : Noppadon Prompin Hashim Al Shatri | Arbitrage : Noppadon Prompin Hashim Al Shatri |
| 15 mai 2022 11h30 | Vipul · Suresh · Rajitha · Sanda · Demian | Tirs au but 3 - 1 | Satlikov · Akhmadkhodjaev · Khaytboev · Ruslan  | Arbitrage : Noppadon Prompin Hashim Al Shatri | Arbitrage : Noppadon Prompin Hashim Al Shatri |

## Phase finale
|  | Demi-finales    | Demi-finales    |                        |   | Finale | Finale |
|  | Demi-finales    | Demi-finales    |                        |   | Finale | Finale |
|  |                 |                 |                        |   |        |        |
|  |                 |                 |                        |   |        |        |
|  |                 |                 |                        |   |        |        |
|  | Thaïlande (37)  | 1               |                        |   |        |        |
|  | Thaïlande (37)  | 1               |                        |   |        |        |
|  | Bangladesh (30) | 4               |                        |   |        |        |
|  | Bangladesh (30) | 4               | Oman (23)              | 6 |        |        |
|  |                 |                 | Oman (23)              | 6 |        |        |
|  |                 | Bangladesh (29) | 2                      |   |        |        |
|  | Oman (23)       | Bangladesh (29) | 2                      | 2 |        |        |
|  | Oman (23)       |                 |                        | 2 |        |        |
|  | Indonésie (47)  | 0               |                        |   |        |        |
|  | Indonésie (47)  | 0               | Match pour la 3e place |   |        |        |
|  |                 |                 |                        |   |        |        |
|  |                 |                 |                        |   |        |        |
|  |                 |                 |                        |   |        |        |
|  | Thaïlande (37)  | 3               |                        |   |        |        |
|  | Thaïlande (37)  | 3               |                        |   |        |        |
|  | Indonésie (50)  | 4               |                        |   |        |        |
|  | Indonésie (50)  | 4               |                        |   |        |        |

### Demi-finales
| Match 19          | (23) Oman                  | 2 - 0   | Indonésie (47) |                                                       |                                                       |
| 14 mai 2022 13h45 | Al Laun 37e · Al Qasmi 51e | (0 - 0) |                | Arbitrage : Noppadon Prompin Surachaet Visavateeranon | Arbitrage : Noppadon Prompin Surachaet Visavateeranon |
| 14 mai 2022 13h45 | Rapport                    |         |                | Arbitrage : Noppadon Prompin Surachaet Visavateeranon | Arbitrage : Noppadon Prompin Surachaet Visavateeranon |

| Match 20          | (37) Thaïlande | 1 - 4   | Bangladesh (30)                             |                                             |                                             |
| 14 mai 2022 16h00 | Chanachol 10e  | (1 - 2) | 22e Roman · 29e, 35e Ashraful · 47e Rakibul | Arbitrage : Yaser Khurshid Mohomead Nawshad | Arbitrage : Yaser Khurshid Mohomead Nawshad |
| 14 mai 2022 16h00 | Rapport        |         |                                             | Arbitrage : Yaser Khurshid Mohomead Nawshad | Arbitrage : Yaser Khurshid Mohomead Nawshad |

### Troisième et quatrième place
| Match 23          | (37) Thaïlande                          | 3 - 4   | Indonésie (50)                                 |                                            |                                            |
| 15 mai 2022 13h45 | Chanachol 9e · Warun 18e · Kritsada 47e | (2 - 1) | 1e Aulia · 32e Alfandy · 37e Ardam · 42e Ahdan | Arbitrage : Yaser Khurshid Chor Ming Yeung | Arbitrage : Yaser Khurshid Chor Ming Yeung |
| 15 mai 2022 13h45 | Rapport                                 |         |                                                | Arbitrage : Yaser Khurshid Chor Ming Yeung | Arbitrage : Yaser Khurshid Chor Ming Yeung |

### Finale
| Match 24          | (23) Oman                                                                                     | 6 - 2   | Bangladesh (29)          |                                           |                                           |
| 15 mai 2022 16h00 | A. Al Shaaibi 4e · Al Lawati 8e · Al-Saadi 10e · Al Qasmi 34e · Al Fazari 51e · Al-Shibli 59e | (3 - 0) | 48e Ashraful · 60e Fazla | Arbitrage : Raghu Prasad Rawi Anbananthan | Arbitrage : Raghu Prasad Rawi Anbananthan |
| 15 mai 2022 16h00 | Rapport                                                                                       |         |                          | Arbitrage : Raghu Prasad Rawi Anbananthan | Arbitrage : Raghu Prasad Rawi Anbananthan |

## Classement final
| Rang | Équipe      | J | V | N | P | BP | BC | Diff | Pts | Qualification           |
| ---- | ----------- | - | - | - | - | -- | -- | ---- | --- | ----------------------- |
| 1    | Oman        | 6 | 6 | 0 | 0 | 23 | 6  | +17  | 18  | Jeux asiatiques de 2022 |
| 2    | Bangladesh  | 5 | 4 | 0 | 1 | 13 | 9  | +4   | 12  | Jeux asiatiques de 2022 |
| 3    | Indonésie   | 5 | 2 | 1 | 2 | 8  | 9  | -1   | 7   | Jeux asiatiques de 2022 |
| 4    | Thaïlande   | 6 | 1 | 2 | 3 | 9  | 11 | -2   | 5   | Jeux asiatiques de 2022 |
| 5    | Sri Lanka   | 5 | 2 | 1 | 2 | 15 | 13 | +2   | 7   | Jeux asiatiques de 2022 |
| 6    | Ouzbékistan | 6 | 1 | 4 | 1 | 16 | 17 | -1   | 7   | Jeux asiatiques de 2022 |
| 7    | Singapour   | 5 | 1 | 2 | 2 | 8  | 8  | 0    | 5   |                         |
| 8    | Hong Kong   | 6 | 1 | 1 | 4 | 8  | 19 | -11  | 4   |                         |
| 9    | Kazakhstan  | 4 | 0 | 1 | 3 | 3  | 11 | -8   | 1   |                         |